# Округ Хетингер (Северна Дакота)
Хетингер (енгл. Hettinger County) је округ у америчкој савезној држави Северна Дакота.

## Демографија
По попису из 2010. године број становника је 2.477, што је 238 (-8,8%) становника мање него 2000. године.
| Група             | 2000.         | 2010.         |
| Белци             | 2.681 (98,7%) | 2.372 (95,8%) |
| Афроамериканци    | 4 (0,1%)      | 6 (0,2%)      |
| Азијати           | 2 (0,1%)      | 1 (0,0%)      |
| Хиспаноамериканци | 6 (0,2%)      | 12 (0,5%)     |
| Укупно            | 2.715         | 2.477         |